# Szuwar trzcinowy
Szuwar trzcinowy, zespół trzciny pospolitej, trzcinowisko (Phragmitetum australis) – syntakson w randze zespołu budowany przez słodkowodny makrofit: trzcinę pospolitą. Należy do klasy zespołów szuwarowych Phragmitetea.

## Charakterystyka
Zbiorowisko zajmujące bardzo różne siedliska od stosunkowo głębokich wód stojących lub wolno płynących (z dużym udziałem roślin wodnych) po obszary zalewane wodą tylko w czasie powodzi (z dużym udziałem roślin typowo lądowych i mszaków). Najlepiej rozwija się na siedliskach stosunkowo żyznych (jeziora eutroficzne), ale nierzadko występuje także na siedliskach ubogich, także humotroficznych lub słonawych. Występuje zarówno na podłożu mineralnym drobnoziarnistym (piaski), jak i na silnie zatorfionym. Niegdyś łączone z oczeretami jako Scirpo-Phragmitetum Koch 1926. Obecnie wydzielane jako odrębny zespół, jednak ze względu na szeroki zakres zajmowanych siedlisk jego stanowisko syntaksonomiczne bywa podważane. W sukcesji wypiera zbiorowiska nymfeidów i lemnidów, początkowo tworząc z nimi pasy zbiorowisk kompleksowych. W miarę lądowacenia dostosowuje się do nowych warunków i długo nie jest wypierane przez inne zbiorowiska. Po całkowitym przekształceniu środowiska zastępowane jest przez zbiorowiska podmokłych siedlisk lądowych (turzycowiska, mechowiska, lasy). W jeziorach może przekształcać się w szuwar darniowy paprociowy (Thelypteridi-Phragmitetum). Płaty często pokrywają duże powierzchnie i produkują znaczne ilości biomasy, przez co szuwar ten odgrywa istotną rolę w wypłycaniu zbiorników wodnych. Ze względu na powszechność występowania i długo utrzymującą się ilość martwej biomasy (stojącej zwykle całą zimę i początek następnego sezonu wegetacyjnego, a później tworzącą pływające maty) trzcinowiska są głównym miejscem występowania lub gnieżdżenia wielu zwierząt (np. trzciniaka, perkozów, szczupaka).
Występowanie
W Polsce jedno z najpospolitszych zbiorowisk na terenie całego kraju.
Charakterystyczna kombinacja gatunków
ChAss.: trzcina pospolita (Phragmites australis).
ChCl., ChAll.: żabieniec babka wodna (Alisma plantago-aquatica), ponikło błotne (Eleocharis palustris), skrzyp bagienny (Equisetum fluviatile), manna mielec (Glyceria maxima), trzcina pospolita (Phragmites australis), szczaw lancetowaty (Rumex hydrolapathum), oczeret Tabernemontana (Schoenoplectus tabernaemontani), marek szerokolistny (Sium latifolium), pałka szerokolistna (Typha latifolia).
Typowe gatunki
Charakterystyczna kombinacja gatunków zbiorowiska ma znaczenie dla diagnostyki syntaksonomicznej, jednak nie wszystkie na nią się składające gatunki występują często. Dominantem jest trzcina pospolita. Inne częściej występujące gatunki to: oczeret jeziorny, skrzyp bagienny, pałka szerokolistna, szczaw lancetowaty, grążel żółty, żabiściek pływający, rzęsa trójrowkowa i rzęsa drobna.

## Zagrożenia i ochrona

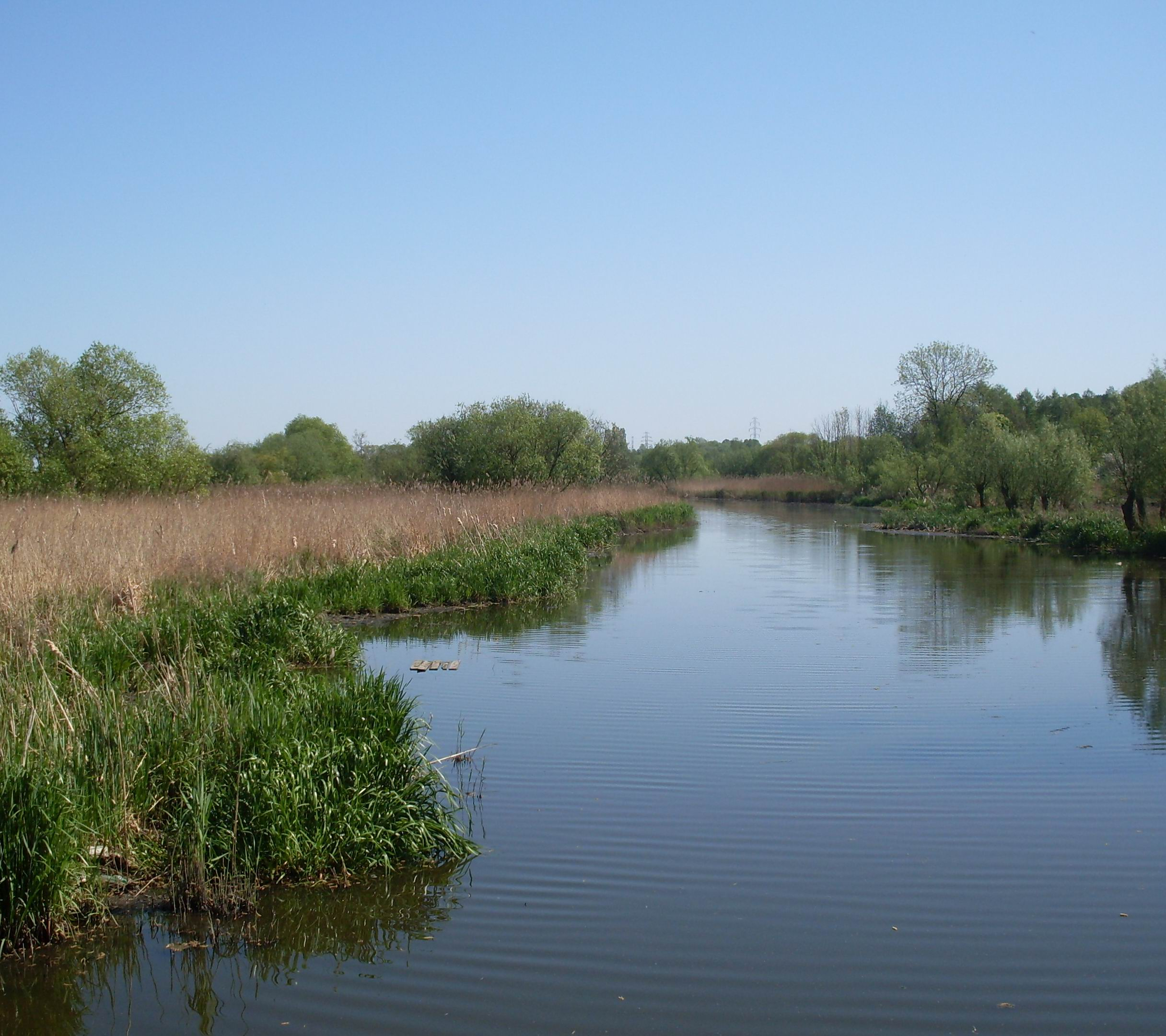
Trzcinowisko na brzegu wyspy Polickie Łąki w Policach, województwo zachodniopomorskie

Zespół występuje w różnych siedliskach, w tym w jeziorach eutroficznych będących chronionym siedliskiem przyrodniczym wymagającym wyznaczania obszarów Natura 2000. Występuje także w posiadających ten sam wymóg ochronny starorzeczach, jeziorach ramienicowych, jeziorach przybrzeżnych i in.